# Marmornectes
Marmornectes là một chi thằn lằn cổ rắn, được Ketchum mô tả khoa học năm 2011.